# 暗灰鵑鵙
暗灰鹃𱉐（学名：Lalage melaschistos）为山椒鸟科鳴鵑鵙屬的鸟类，又名暗灰鵑鵙，俗名平尾龙眼燕。是一種分布於南亞至東南亞的鵑鵙。儘管名字中含有「鵙」和「鵑」，牠們（鵑鵙）與伯勞或杜鵑並無關聯。牠們有寬大的基喙，灰色的上半身，黑色的翅膀，白色的腹部，尾巴逐漸變白，尾尖有白色，喙和腿為黑色。雌鳥在所有類群中顏色均較淡。

## 分布
分布于巴基斯坦、印度、尼泊尔、不丹、孟加拉、中南半岛、台湾岛以及中国大陆的北自河北、河南、山西、陕西、西起四川、云南、南抵长江流域以南、海南等地，
牠們在夏季於海拔300至2450米的山區繁殖，並在冬季進行垂直遷徙或向南遷移。牠們分布於東北巴基斯坦，經過較低的喜馬拉雅山脈地區（北阿坎德邦、尼泊爾、阿魯納恰爾邦，以及進入緬甸東北的丘陵地區），一直延續到中國和東南亞。牠們在冬季遷徙至山腳區域，有時會向西南遷徙至印度半島北部，東至奧里薩邦、孟加拉和孟加拉國，但也可能遷徙到更南方的喀拉拉邦。
棲地：繁殖於落葉林和闊葉常綠林，但在冬季會棲息於開闊森林和林木叢中，單獨或成對活動。牠們也會加入混合覓食群體。牠們的食物主要由毛蟲、甲蟲和其他昆蟲組成。
该物种的模式产地在尼泊尔。

## 描述

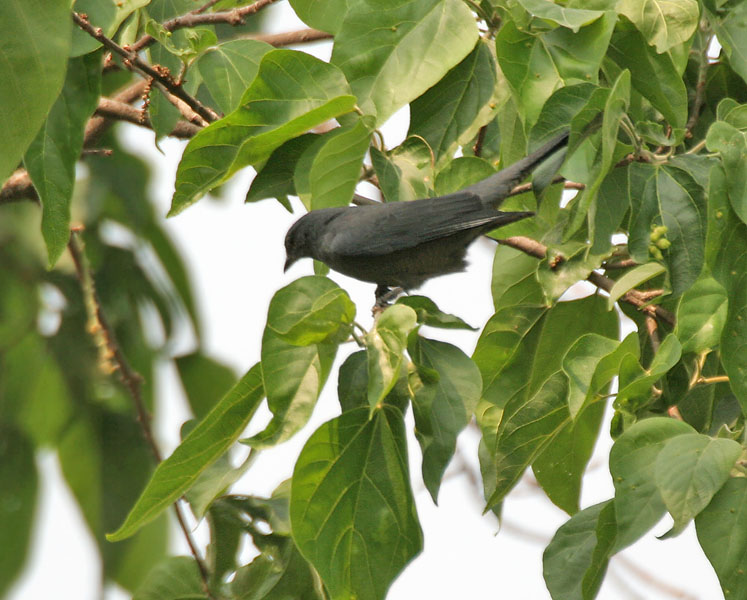
黑翅杜鵑鳥位於
Jayanti 在 布克薩虎保護區中，位於傑爾拜古里區, 西孟加拉邦, 印度

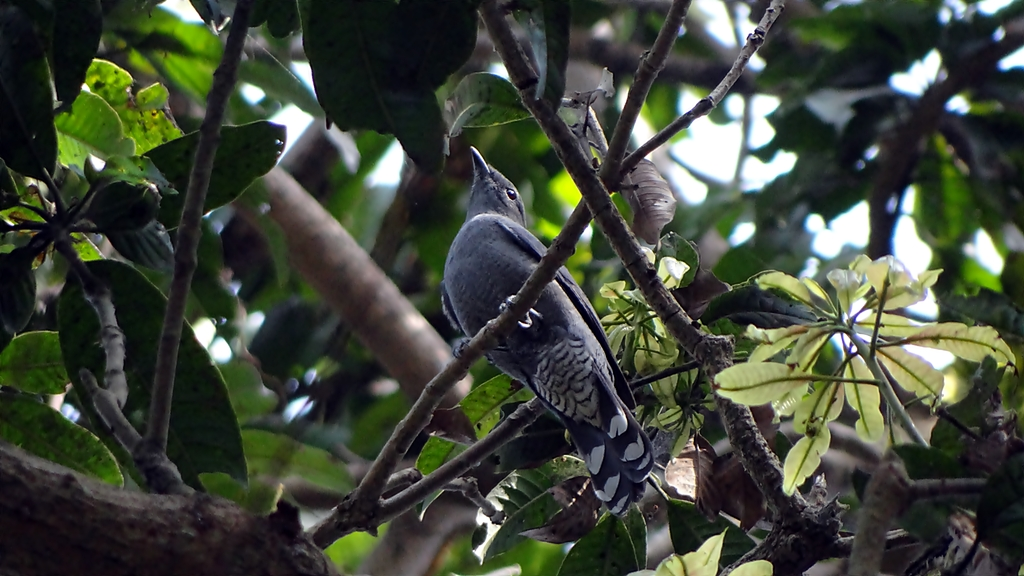
Female

一種中型、深色的山椒鳥，無斑紋，腹部為灰色。  
雄鳥：上半身為深灰色，與黑色的翅膀和尾巴形成對比。尾巴下方的羽毛末端有明顯的白色。
雌鳥：顏色較淡，腹部有微弱的橫斑。
叫聲：響亮的twit twit to we，音調逐漸下降。
食物：主要為無脊椎動物。
巢築於樹上。

## 亚种
- 暗灰鹃𱉐西南亚种（学名：Lalage melaschistos avensis）。分布于缅甸、泰国、越南、中南半岛以及中国大陆的四川、云南、贵州、广西等地。该物种的模式产地在缅甸阿拉干。[5]
- 暗灰鹃𱉐普通亚种（学名：Lalage melaschistos intermedia）。分布于中南半岛、台湾岛以及中国大陆的河北、河南、山西、陕西、四川、云南、贵州、湖北、湖南、江西、安徽、江苏、上海、广西、广东等地。该物种的模式产地在缅甸丹那沙林。[6]
- 暗灰鹃𱉐指名亚种（学名：Lalage melaschistos melaschistos）。分布于巴基斯坦、印度、孟加拉、缅甸以及中国大陆的西藏、云南等地。该物种的模式产地在尼泊尔。[7]
- 暗灰鹃𱉐海南亚种（学名：Lalage melaschistos saturata）。分布于越南、老挝、柬埔寨、泰国以及中国大陆的海南、云南等地。该物种的模式产地在海南岛。[8]